# Gustav Wustmann

Gustav Wustmann (vor 1910)

Gustav Moritz Wustmann (* 23. Mai 1844 in Dresden; † 22. Dezember 1910 in Leipzig) war ein deutscher klassischer Philologe, Gymnasiallehrer, Stadthistoriker, Sprachpfleger und Archivar.

## Leben

Gustav Wustmann (um 1900)

Gustav Wustmann wurde als erster Sohn des Oberfeuerwerkers August Leberecht Wustmann (1809–1869) und dessen Ehefrau Wilhelmine Auguste, geb. Saupe (1814–1881), geboren. Er besuchte nach der Garnisonfreischule von 1854 bis 1862 die Kreuzschule in Dresden. Anschließend siedelte er nach Leipzig über, wo er an der dortigen Universität bis zum Jahr 1866 klassische Philologie und Archäologie studierte und mit einer Arbeit über den griechischen Maler Apelles promoviert wurde. Unmittelbar nach dem bestandenen Staatsexamen arbeitete Wustmann 1866 zunächst kurzzeitig als Probe- und Hilfslehrer an der Thomasschule, bevor er noch im gleichen Jahr als vollwertiger Gymnasiallehrer an die Nikolaischule versetzt wurde.
1881 verließ er die Nikolaischule als Oberlehrer, um die Leitung des Ratsarchivs, das mit seinem Eintritt in Stadtarchiv Leipzig umbenannt wurde, und der örtlichen städtischen Bibliothek zum 1. Oktober zu übernehmen. In der Stadtbibliothek Leipzig war Wustmann bereits seit 1871 ehrenamtlich als Sekretär tätig; eine erste Bewerbung im Stadtarchiv, in der er eine wissenschaftliche Betreuung des Archivguts anregte, wurde 1876 noch abgelehnt. 1882 übernahm er außerdem für neun Jahre den Vorsitz des Vereins für die Geschichte Leipzigs. 1897 wurde Wustmann vom Königreich Sachsen zum Professor ernannt. Bis zu seinem Tod infolge einer schweren Darmoperation leitete Gustav Wustmann sowohl das Archiv als auch die städtische Bibliothek von Leipzig.
Gustav Wustmann heiratete 1870 Marie Aumüller (1846–1903) und hatte mit ihr vier Söhne und zwei Töchter, darunter den Musikforscher und Kulturhistoriker Rudolf Wustmann (1872–1916). Die Familie bewohnte ab 1902 ein Haus im Gohliser Schillerweg.

## Werk

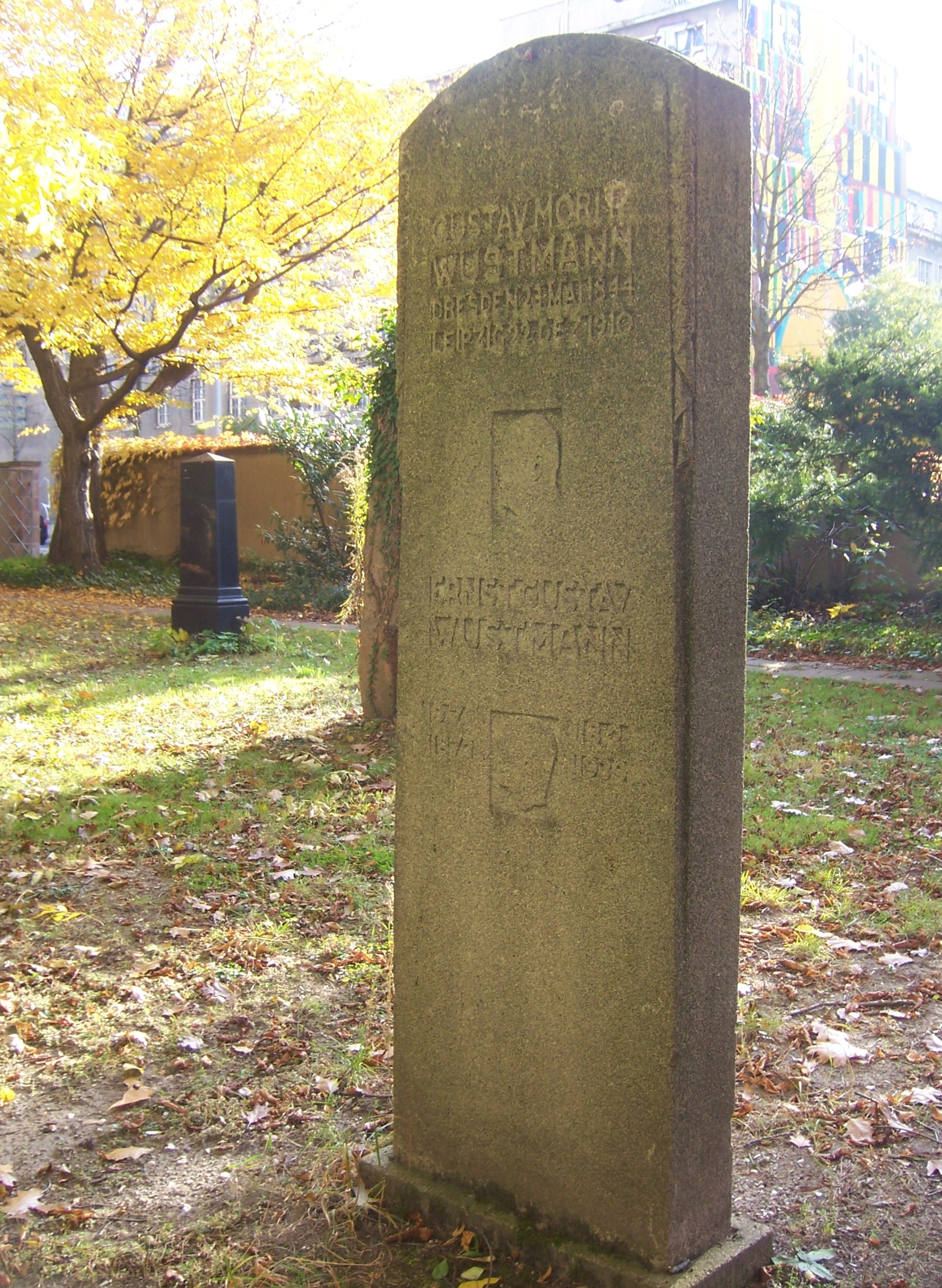
Grabstein Gustav Moritz Wustmanns (ursprünglich auf dem Neuen Johannisfriedhof, jetzt im Lapidarium des Alten Johannisfriedhofs in Leipzig)

Ab den 1870er Jahren schrieb er für Tageszeitungen und Wochenschriften wie die Illustrirte Zeitung, Die Gartenlaube oder Daheim populärwissenschaftliche Beiträge zur Leipziger Stadtgeschichte. Nachdem Wustmann bereits seit 1879 als Mitherausgeber und Autor der Zeitschrift Die Grenzboten. Zeitschrift für Politik, Literatur und Kunst mit Beiträgen in Erscheinung getreten war, in denen er sarkastisch den sprachlichen Stil deutscher Tageszeitungen kritisierte, veröffentlichte er im Jahr 1891 Allerhand Sprachdummheiten. Kleine deutsche Grammatik des Zweifelhaften, des Falschen und des Häßlichen. Bereits die Erstauflage betrug 40.000 Exemplare. Das in zahlreichen Auflagen erschienene Buch wurde weithin bekannt.
In seiner Zeit als Vorsteher des Leipziger Stadtarchivs und der städtischen Bibliothek veröffentlichte Wustmann wissenschaftlich fundierte, aber leicht lesbare Bücher zur Stadtgeschichte. Was die Qualität seiner regional- und stadthistorischen Schriften betrifft, gehören die Veröffentlichungen allgemein anerkannt zu den grundlegenden Quellen zur Geschichte Leipzigs und seiner Umgebung.

## Schriften (Auswahl)
- Beiträge zur Geschichte der Malerei in Leipzig vom XV. bis zum XVII. Jahrhundert (= Beiträge zur Kunstgeschichte. Band 2). E. A. Seemann, Leipzig 1879, SWB Online-Katalog 095232079.
- Aus Leipzigs Vergangenheit. Gesammelte Aufsätze. [3 Bände]. Grunow, Leipzig 1885–1909 (Band 1 – Internet Archive, Band 2 – Internet Archive, Band 3 – Internet Archive).
- Als der Großvater die Großmutter nahm. Ein Liederbuch für altmodische Leute. Grunow, Leipzig 1886 (archive.org). 5. Auflage, bearbeitet von Anton Kippenberg und Friedrich Michael: Insel, Leipzig 1922 (archive.org); Neuveröffentlichung als Insel-Taschenbuch Nr. 903: Insel, Frankfurt am Main 1986, ISBN 3-458-32603-0.
- Quellen zur Geschichte Leipzigs. Veröffentlichungen aus dem Archiv und der Bibliothek der Stadt Leipzig. [2 Bände]. Duncker & Humblot, Leipzig 1889–1895 (Digitalisat).
- (Hrsg.): Leipzig durch drei Jahrhunderte. Ein Atlas zur Geschichte des Leipziger Stadtbildes im 16., 17. und 18. Jahrhundert. Duncker & Humblot, Leipzig 1891, DNB 361913214.
- Allerhand Sprachdummheiten. Kleine deutsche Grammatik des Zweifelhaften, des Falschen und des Häßlichen. Ein Hilfsbuch für alle, die sich öffentlich der deutschen Sprache bedienen. Grunow, Leipzig 1891. Weitere, jeweils verbesserte und vermehrte Auflagen zu Lebzeiten: 2. Auflage 1896; 3. Auflage 1903 (Digitalisat); 4. Auflage 1908 (Digitalisat). – Reprint der 3. Auflage: Kessinger, Whitefish MT 2008, ISBN 978-1-4367-6436-0.
- Die sprichwörtlichen Redensarten im deutschen Volksmund nach Sinn und Ursprung erläutert. J. A. Brockhaus, Leipzig 1894 (vollständig neu bearbeitete Auflage des erstmals 1888 von Wilhelm Borchardt verfassten Werkes; weitere verbesserte Auflagen zu Lebzeiten), DNB 450557766 (7. Auflage).
- Bilderbuch aus der Geschichte der Stadt Leipzig für alt und jung. Zieger, Leipzig 1897 (Digitalisat); Nachdruck: Reprintverlag, Leipzig 1990, ISBN 978-3-7463-1655-0.
- Geschichte der Stadt Leipzig. Band 1. Hirschfeld, Leipzig 1905, DNB 368730905.
- Geschichte der Leipziger Stadtbibliothek. Erste Hälfte. 1677 bis 1801. Hirschfeld, Leipzig 1906, urn:nbn:de:bsz:14-db-id18326880035.
- Der Leipziger Kupferstich im 16., 17. und 18. Jahrhundert (= Neujahrsblätter der Bibliothek und des Archivs der Stadt Leipzig. Band 3). Hirschfeld, Leipzig 1907, DNB 1003583644.